# Piotr Masłowski (piłkarz ręczny)
Piotr Masłowski (ur. 20 lutego 1988 w Płocku) – polski piłkarz ręczny, środkowy rozgrywający, od 2019 zawodnik belgijskiego HC Atomix.
Reprezentant Polski, brązowy medalista mistrzostw świata w Katarze (2015).

## Kariera klubowa
Piłkę ręczną zaczął uprawiać w trzeciej klasie szkoły podstawowej. Do 2009 był zawodnikiem Wisły Płock, występował jednak głównie w drugoligowych rezerwach płockiego klubu. W Ekstraklasie zadebiutował 29 marca 2008 w spotkaniu 1/4 finału play-off z Miedzią Legnica (24:20), w którym zdobył jedną bramkę – był to jego jedyny występ w sezonie 2007/2008. W sezonie 2008/2009 również rozegrał jeden mecz w lidze w barwach Wisły.
W latach 2009–2011 występował w Piotrkowianinie Piotrków Trybunalski. W tym okresie był jego najlepszym strzelcem: w sezonie 2009/2010 rozegrał 27 meczów i zdobył 109 goli, zaś w sezonie 2010/2011 wystąpił w 27 spotkaniach, w których rzucił 136 bramek, co dało mu 13. miejsce w klasyfikacji strzelców Superligi.
W latach 2011–2019 był zawodnikiem Azotów-Puławy. W sezonie 2011/2012, w którym rozegrał 29 meczów i rzucił 132 bramki, był ich najlepszym strzelcem w lidze. W sezonie 2015/2016, w którym wystąpił w 30 spotkaniach i zdobył 130 goli, zajął 6. miejsce w klasyfikacji najlepszych strzelców Superligi. W barwach puławskiego klubu występował także w europejskich pucharach: w ciągu czterech sezonów rozegrał w Challenge Cup 16 meczów i rzucił 71 bramek, zaś w Pucharz EHF wystąpił przez cztery sezony w 17 spotkaniach, w których zdobył 29 goli. Ponadto w sezonie 2017/2018 wraz z Azotami dotarł do finału Pucharu Polski, w którym przeciwko Vive Kielce (29:35) rzucił dwie bramki.
W listopadzie 2019 został zawodnikiem belgijskiego HC Atomix.

## Kariera reprezentacyjna
W 2010, 2012 i 2013 występował w meczach reprezentacji Polski B. W 2012 uczestniczył w akademickich mistrzostwach świata w Brazylii (4. miejsce).
Po raz pierwszy do reprezentacji Polski został powołany w październiku 2012 przez nowego trenera Michaela Bieglera. W barwach narodowych zadebiutował 4 czerwca 2013 w przegranym meczu ze Szwecją (27:29), zaś dwie pierwsze bramki zdobył następnego dnia w przegranym spotkaniu z Norwegią (23:24).
W 2015 zdobył brązowy medal na mistrzostwach świata w Katarze, podczas których trzykrotnie znalazł się w kadrze meczowej, lecz nie wystąpił w żadnym ze spotkań. Na mistrzostwach Europy w Polsce (2016) zastąpił w wygranym meczu o 7. miejsce ze Szwecją (26:24; rzucił jedną bramkę) Rafała Glińskiego.
Ostatni raz w reprezentacji Polski wystąpił 15 czerwca 2016 w przegranym meczu z Holandią (24:25), w którym rzucił jedną bramkę.

## Sukcesy
Wisła Płock
- Mistrzostwo Polski: 2007/2008

Reprezentacja Polski
- 3. miejsce w mistrzostwach świata: 2015

Indywidualne
- 6. miejsce w klasyfikacji najlepszych strzelców Superligi: 2015/2016 (139 bramek; Azoty-Puławy)[7]

Odznaczenia
- Srebrny Krzyż Zasługi (2015)[15]